# Rafael de Rovirola
Rafael de Rovirola (Vic, Osona, segle XVI – Barcelona, 12 d'octubre de 1609) fou un prelat català.
Rafel Rovirola fou promogut a canonge de Barcelona, i més endavant a Canceller de Catalunya, substituint a Lluís Copons. El canceller Rovirola es va veure implicat en dos assumptes de gran transcendència a la vida política catalana, quan el govern de la Generalitat li va demanar l'opinió, juntament amb altres destacats oficials reals, i també en la crisi dels capítols constitucionals debatuts a les Corts de Barcelona de 1599. En tots dos casos, el canceller Rafel Rovirola va posar de manifest una sintonia amb les inquietuds de la Generalitat de Catalunya. El 18 de febrer del 1604 fou designat bisbe de Barcelona, rebent l'ordenació el 2 de maig del mateix any, i succeint a Alfons Coloma, destinat a la diòcesi de Cartagena. Rovirola va morir el 12 d'octubre del 1609, mentre ocupava aquest càrrec. A la seva mort, fou succeït com a bisbe de Barcelona per Joan de Montcada i Gralla.